# Segnali infantili

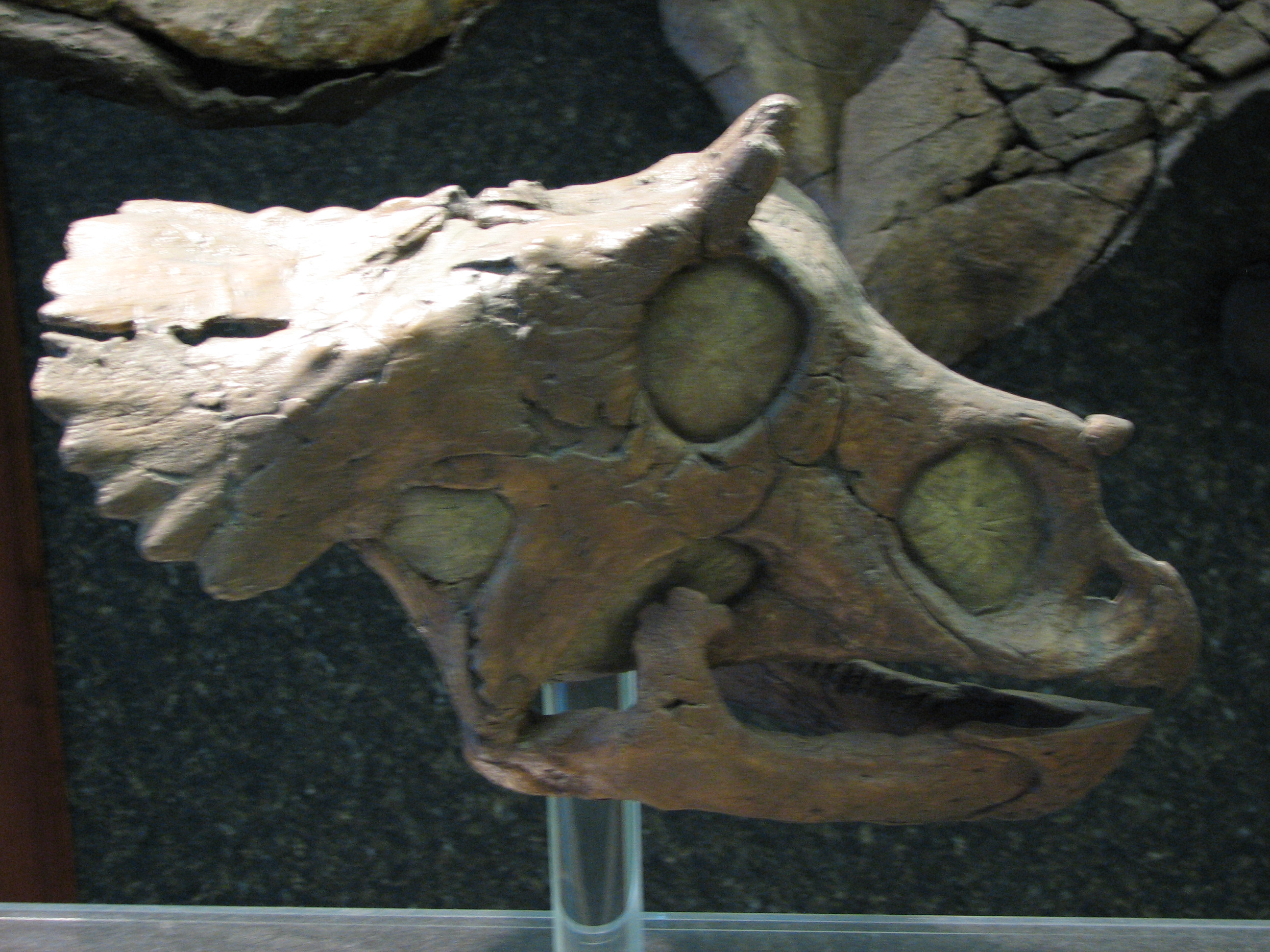
Segnali infantili sono stati riscontrati anche in piccoli di dinosauro, come in questo teschio di Triceratopo esposto all'Università della California - Berkeley.

I segnali infantili (Baby schema, o Kindchenschema) sono quell'insieme di caratteristiche morfologiche esteriori, negli animali e negli esseri umani, che riconducono allo stadio di sviluppo dell'infanzia.

## Tratti infantili
Nel 1943 Konrad Lorenz individuò le caratteristiche "infantili" dei cuccioli che spingono i genitori a prendersi cura di loro, inducendoli a prestare le cosiddette cure parentali: testa grossa e viso piccolo rispetto al cranio, occhi grandi e tondi, orecchie piccole, muso corto, con mascella e maxilla poco sviluppate, fronte convessa, guance paffute, arti corti e grassocci, forme arrotondate, pelle morbida, vocalizzi, andatura goffa, comportamento giocherellone.
Queste caratteristiche, essendo comuni tra le varie specie, vengono percepite e interpretate anche da individui adulti nei confronti di cuccioli di specie differenti: è per questo motivo che si prova tenerezza nei confronti di qualsiasi cucciolo, e che rende possibile che animali adulti possano prendersi cura di cuccioli di specie differenti.

## Neotenia
Il mantenimento di caratteri infantili anche in età adulta è un fenomeno evolutivo che si riscontra in varie specie animali, sia superiori sia inferiori, e che prende il nome di neotenia. Questa "attardata" conservazione di caratteristiche morfologiche giovanili può avere una funzione di adattamento all'ambiente, come succede tra gli di anfibi urodeli, come la salamandra, in cui la conservazione di branchie esterne rende più facile l'adattamento a un regime di vita che impone minori esigenze nutrizionali e richiede maggior presenza in acqua.